# Erzbistum Dhaka

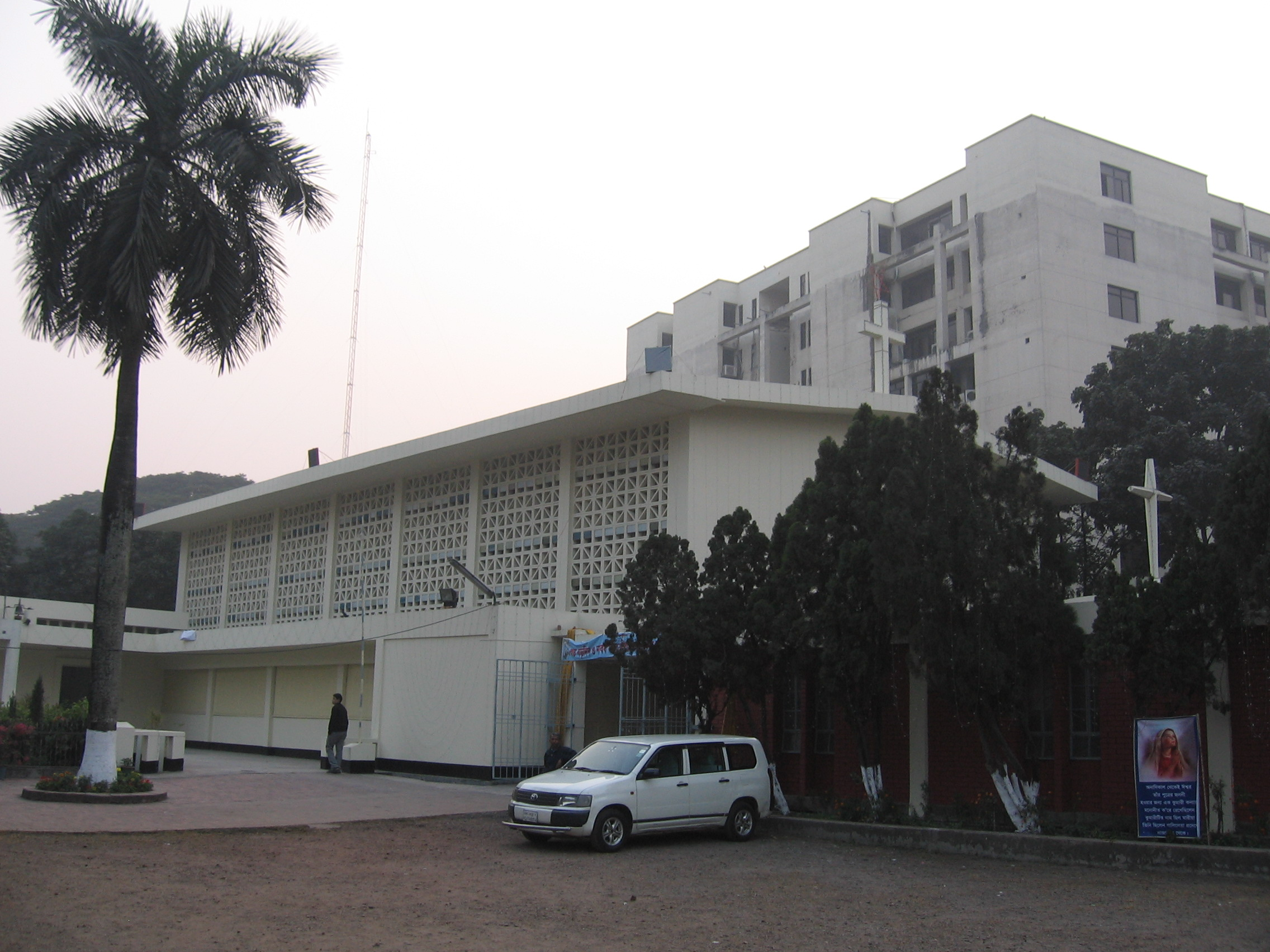
Die 1993 erbaute Kathedrale zur unbefleckten Empfängnis in Dhaka

Das Erzbistum Dhaka (lat.: Archidioecesis Dhakensis) ist eine Erzdiözese der römisch-katholischen Kirche in Bangladesch mit Sitz in Dhaka.

## Geschichte
Vorläufer des heutigen Erzbistums Dhaka ist das 1834 durch Papst Gregor XVI. eingerichtete Apostolische Vikariat Bengalen, das 1850 von Pius IX. in Apostolisches Vikariat Ostbengalen umbenannt und am 1. September 1886 durch Leo XIII. zum Bistum Ostbengalen erhoben wurde. 1887 erfolgte die Umbenennung in Bistum Dacca. Pius XII. erhob das Bistum am 15. Juli 1950 zum Erzbistum, am 19. Oktober 1982 wurde der Name Dacca in Dhaka geändert.
Aus Gebietsabtretungen des Erzbistums entstanden 1927 das Bistum Chittagong, 1952 die Apostolische Präfektur Haflong und 2011 das Bistum Sylhet.
Der Erzbischof von Dhaka war bis zum Februar 2017 Metropolit für ganz Bangladesch. Mit der Errichtung der Kirchenprovinz Chittagong und der Erhebung des Bistums Chittagong zum Erzbistum wurden diesem die bisherigen Suffragane Barisal und Khulna unterstellt.

## Ordinarien

### Bischöfe
- Peter Dufal CSC, 1860–1866, später Generalsuperior der Kongregation vom Heiligen Kreuz
- Jordan Ballsieper OSB, 1878–...
- Augustin Louage CSC, 1890–1894
- Peter Joseph Hurth CSC, 1894–1909
- Frederick Linneborn CSC, 1909–1915
- Amand-Théophile-Joseph Legrand CSC, 1916–1929
- Timothy Joseph Crowley CSC, 1929–1945
- Lawrence Leo Graner CSC, 1947–1950

### Erzbischöfe
- Lawrence Leo Graner CSC, 1950–1967
- Theotonius Amal Ganguly CSC, 1967–1977
- Michael Rozario, 1977–2005
- Paulinus Costa, 2005–2011
- Patrick Kardinal D’Rozario CSC, 2011–2020
- Bejoy Nicephorus D’Cruze OMI, seit 2020